# Absolute Dance opus 32
Absolute Dance opus 32, kompilation i serien Absolute Dance udgivet i 2001.

## Spor
1. DJ Ötzi – "Hey Baby" (Radio Mix)
2. DJ Encore – "I See Right Through To You" (Radio Edit)
3. Barthezz – "On The Move" (Radio Edit)
4. Infernal – "Muzaik" (Radio Edit)
5. D-Devils – "Judgement Day" (Radio Edit)
6. Norman Bass – "How U LIke Bass?" (Safe Radio Edit)
7. Balloon – "Technorocker" (Video Version)
8. Brother Brown feat. Frank'ee – "Star Catching Girl" (B.B.'s Radio Edit)
9. Rui Da Silva feat. Cassandra – "Touch Me" (Radio Edit)
10. Fatima vs. DJ Taylor & Flow[flertydigt link ønskes præciseret] – "Salaam Aleikum (Short Edit)
11. Musique vs. U2 – "New Years Dub" (7" Radio Edit)
12. Gigi D'Agostino – "La Passion" (Radio Cut)
13. Blå Øjne – "Hvis Du Går"
14. Modjo – "Chillin'" (Radio Edit)
15. Milk & Sugar – "Higher & Higher" (Original Radio Mix)
16. Kristine Blond – "You Make Me Go Oooh" (Cutfather & Joe Mix)
17. CS-Jay – "Impetus Viscus" (Radio Edit)
18. Stuntmasterz – "The Ladyboy Is Mine" (Radio Edit)
19. Kluster feat. Ron Carroll – "My Love" (Original Radio Edit)
20. Female – "Lollipop" (Radio Edit)